# Hélène Carrère d'Encausse

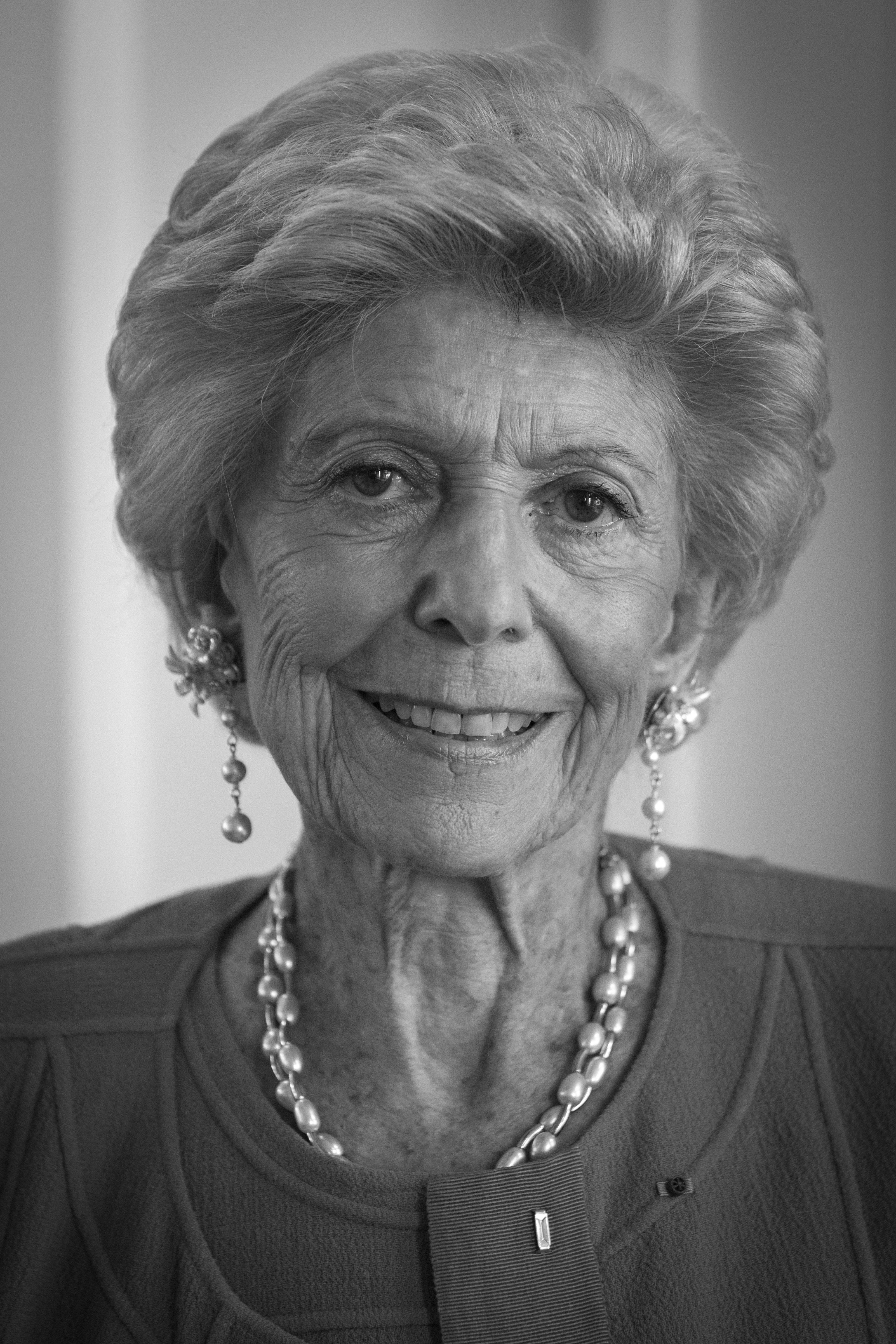
Hélène Carrère d'Encausse in 2013

Hélène Carrère d'Encausse, geboren als Hélène Zoerabisjvili, (Parijs, 6 juli 1929 – aldaar, 5 augustus 2023) was een Franse historica, deskundig op het gebied van de geschiedenis van Rusland en lid en vast secretaris van de Académie française. Voor haar werk kreeg ze in 2008 de Gouden Lomonosov-medaille van de Russische Academie van Wetenschappen.

## Levensloop
Carrère werd geboren in Parijs als lid van een kosmopolitisch en meertalig gezin. Haar ouders, Georges Zoerabisjvili en Nathalie von Pelken, waren in 1925 de Sovjet-Unie ontvlucht. Haar voorouders behoorden tot vooraanstaande families in het tsaristische rijk. Haar moeder stamde uit een aan lager wal geraakte Russische adellijke familie en groeide op in Italië. Haar vader was een intellectueel uit een vooraanstaande Georgische familie. In Parijs moest hij echter als taxichauffeur aan de slag. Hélène groeide op in relatieve armoede. Haar moedertaal thuis was Russisch. Tijdens de Tweede Wereldoorlog werkte haar vader, gedreven door zijn anticommunisme, als tolk voor de Duitsers in Bordeaux. Later zou hij ook betrokken zijn geweest bij de confiscatie van joods bezit. Na de bevrijding werd hij opgepakt door het Franse verzet. Hij werd op 10 september 1944 waarschijnlijk vermoord door communistische verzetslieden.
Hélène Zoerabisjvili, toen pas 15 jaar oud, werd opgevangen door de literair criticus en pamflettist Maurice Bardèche. Na het afronden van haar middelbare schoolopleiding aan het Lycée Molière in het 16e arrondissement van Parijs, studeerde ze geschiedenis aan het prestigieuze Institut d'Études Politiques de Paris (Sciences Po), waar ze in 1952 afstudeerde. Ze voltooide haar doctoraat in 1963. In 1976 behaalde ze een tweede doctoraat aan de Panthéon-Sorbonne-universiteit (Parijs 1) met een proefschrift onder supervisie van Maxime Rodinson en Roger Portal. Ze doceerde geschiedenis aan zowel Sciences Po als de Sorbonne.
Tot haar 21e, toen ze de Franse nationaliteit kreeg, was ze statenloos. Ze trouwde in 1952 met de welgestelde zakenman Louis Carrère d'Encausse (1927-2023), directeur van een verzekeringsmaatschappij. Het echtpaar kreeg drie kinderen: de schrijver en regisseur Emmanuel Carrère (* 1957), de advocaat Nathalie Carrère (* 1959) en de arts Marina Carrère d'Encausse (* 1961). Carrère overleed op 94-jarige leeftijd in haar woonplaats Parijs.

## Familie
Hélène Carrère d'Encausse-Zoerabisjvili was de zus van de componist Nicolas Zourabichvili. Haar nicht Salome Zoerabisjvili was ambassadeur van Frankrijk in de Georgische republiek. Ze werd nadien minister van Buitenlandse Zaken van dit land in de regering van president Micheil Saakasjvili, om vervolgens in oppositie tegen deze regering te gaan. Ze werd in 2018 gekozen tot president van Georgië.

## Carrière
Carrère deed uitgebreid onderzoek naar haar vaderland Rusland en was docent politieke geschiedenis, eerst aan de Sorbonne, vervolgens aan het Institut d’études politiques de Paris. Tevens doceerde ze enkele jaren aan het Europacollege in Brugge en tijdelijk aan talrijke universiteiten, vooral in Noord-Amerika en Japan, maar ook aan de Katholieke Universiteit Leuven.
Carrère was eredoctor aan de universiteiten van Laval, Montreal, Leuven en Boekarest. Ze oefende gedurende kortere of langere tijd uiteenlopende functies uit:
- voorzitter van Radio Sorbonne-Radio France (1984-1987)
- lid van de Commissie van Wijzen voor de herziening van de nationaliteitencodex (1986-1987)
- raadgever bij de Europese bank voor wederopbouw en ontwikkeling (1992)
- Europees parlementslid (1994-1999) voor de gaullistische partij Rassemblement pour la République (RPR). Ze was vicevoorzitter van de commissies Buitenlandse Zaken en Defensie
- vicevoorzitter van de commissie voor diplomatieke archieven in Frankrijk
- voorzitter van de commissie humane wetenschappen bij het Centre national du livre (1993-1996)
- lid van de nationale raad voor de nieuwe ontwikkeling van humane en sociale wetenschappen (1998)
- voorzitter van de wetenschappelijke raad bij het wetenschappelijk statistisch observatorium van immigratie en integratie

Carrère heeft een aanzienlijke reeks studies en biografieën gepubliceerd. Haar bekendste boek, L'empire éclaté, verschenen in 1978, en voorspelde het uiteenvallen van het Sovjetimperium.

## Académie française
Op 13 december 1990 werd ze verkozen tot lid van de Académie française, in opvolging van Jean Mistler.
In 1996 volgde ze Maurice Druon op als vast secretaris (secrétaire perpétuel). Ze hecht eraan de mannelijke en niet de gefeminiseerde versie van haar functienaam te gebruiken. Bovendien toonde ze zich een tegenstander van positieve discriminatie om de oververtegenwoordiging van mannen in de instelling te ontmantelen. Een van de voorrechten verbonden aan haar functie was dat ze met haar man een enorm appartement kon betrekken in het zeventiende-eeuwse Collège des Quatre-Nations.
Carrère was tevens buitenlands lid van de Académie royale de Belgique en van de Russische Academie voor Wetenschappen. Ze was erelid van de Russische Academie voor Schone Kunsten, van de Academie van Georgië en van de Academie van Roemenië.

## Publicaties
Hélène Carrère d'Encausse ontving onder meer de Prix Louise Weiss in 1987 en de Prix Comenius in 1992 voor haar gehele oeuvre. In 2023, kort voor haar dood, ontving ze de Prinses van Asturiëprijs.

### Over Rusland en de Sovjet-Unie
- 1963: Réforme et révolution chez les musulmans de l’Empire russe, Parijs, Armand Colin.
- 1966: Le Marxisme et l’Asie, 1853-1964 (samen met Stuart R. Schram), Parijs, Armand Colin.
- 1967: Central Asia, a century of Russian rule, Columbia University, heruitgave 1990
- 1969: L’URSS et la Chine devant la révolution des sociétés pré-industrielles (samen met Stuart R. Schram, Parijs, Armand Colin.
- 1972: L'Union Soviétique de Lénine à Staline, Parijs, Éditions Richelieu.
- 1975: La Politique soviétique au Moyen-Orient, 1955-1975, Paris, Presses de la F.N.S.P.
- 1978: L'Empire éclaté, Parijs, Flammarion, winnaar Prix Aujourd'hui.
- 1980: Le Pouvoir confisqué. Gouvernants et gouvernés en URSS, Parijs, Flammarion.
- 1983: Le Grand Frère: l'Union soviétique et l'Europe soviétisée, Parijs, Flammarion.
- 1984: La Déstalinisation commence, Parijs, Complexe.
- 1986: Ni Paix ni Guerre : le nouvel empire soviétique ou du bon usage de la détente, Parijs, Flammarion.
- 1987: Le Grand Défi: bolcheviks et nations, 1917-1930, Parijs, Flammarion.
- 1988: Le Malheur russe. Essai sur le meurtre politique, Parijs, Fayard.

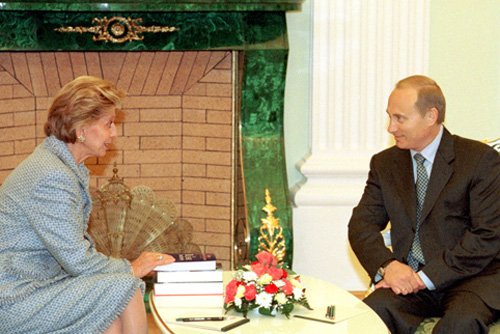
Hélène Carrère d'Encausse en Vladimir Poetin in oktober 2000

- 1990: La Gloire des nations ou La fin de l'empire soviétique, Parijs, Fayard.
- 1992: Victorieuse Russie, Parijs, Fayard.
- 1993: L'URSS de la Révolution à la mort de Staline, 1917-1953, Parijs, Le Seuil.
- 2000: La Russie inachevée, Parijs, Fayard.
- 2003: L'Impératrice et l'abbé: un duel littéraire inédit entre Catherine II et l'abbé Chappe d'Auteroche, Parijs, Fayard.
- 2003: Nations et Saint-Siège au XXième siècle, colloquium onder leiding van Hélène Carrère d'Encausse, Parijs, Fayard.
- 2005: Russie, la transition manquée, coll. "Les Indispensables", Parijs, Fayard.
- 2005: L'Empire d'Eurasie. Une histoire de la Russie de 1552 à nos jours, Parijs, Fayard.
- 2006: La Deuxième Mort de Staline, Parijs, Éditions Complexe.
- 2010: La Russie entre deux mondes, Parijs, Fayard.
- 2015: Romanov, une dynastie sous le règne du sang, Parijs, Fayard.
- 2015: Six années qui ont changé le monde, 1985-1991, la chute de l'Empire soviétique, Parijs.
- 2017: Le Général de Gaulle et la Russie, Parijs, Fayard.
- 2019: La Russie et la France : de Pierre le Grand à Lénine, Parijs, Fayard.
- 2021: Alexandra Kollontaï, la walkyrie de la Révolution, Parijs, Fayard.

### Biografieën
- 1979: Staline, l'ordre par la terreur, Parijs, Flammarion.
- 1996: Nicolas II, la transition interrompue, Parijs, Fayard, winnaar Prix des Ambassadeurs 1997.
- 1998: Lénine, Parijs, Fayard.
- 2002: Catherine II. Un âge d'or pour la Russie, Parijs, Fayard.
- 2005: Alexandre II, le printemps de la Russie, Parijs, Fayard.